# 細野昭雄
細野 昭雄（ほその あきお、1940年 - ）は、日本の経済学者（国際協力論・国際経済学・開発経済学）。学位は、経済学博士（東京大学・1984年）。独立行政法人国際協力機構研究所シニア・リサーチ・アドバイザー。
財団法人アジア経済研究所研究員、国際連合ラテンアメリカ・カリブ経済委員会経済研究官、筑波大学副学長、神戸大学経済経営研究所教授、エルサルバドル駐箚特命全権大使、政策研究大学院大学政策研究科教授、独立行政法人国際協力機構研究所所長（第2代）などを歴任した。

## 概要
開発経済学や国際経済学などを研究する経済学者であると同時に、ラテンアメリカを中心に研究する地域研究者でもある。一貫してラテンアメリカ経済の研究に取り組んでおり、ラテンアメリカの経済史と経済発展の類型論などの業績が知られている。アジア経済研究所の研究員や国際連合ラテンアメリカ・カリブ経済委員会の経済研究官を経て、筑波大学、神戸大学、政策研究大学院大学などで教鞭を執り、経済学や地域研究を講じた。また、エルサルバドル駐箚特命全権大使に任命され、エルサルバドルに赴任し、日本と同国との関係の深化に尽力した。国際協力機構ではJICA研究所の所長を務めるなど、要職を歴任した。

## 来歴

### 生い立ち
1940年、日本の東京府生まれ。東京大学に進学、同大学教養学部の教養学科にて学ぶ。1962年、東京大学を卒業、アジア経済研究所に入所。なお、1984年東京大学より経済学博士の学位を取得。

### 研究者として
アジア経済研究所では、調査研究部研究員を務めた。1965年、アジア経済研究所の海外派遣員となり、チリの首都州サンティアゴ県サンティアゴ市に赴任。翌年から国際連合経済社会理事会の下に設置されている国際連合ラテンアメリカ・カリブ経済委員会に出向、開発調査部、貿易政策部、国際経済部などで経済研究官として勤務した。
1976年、筑波大学社会工学系講師に就任した。1979年筑波大学社会工学系助教授に昇任。1989年には、筑波大学社会工学系教授に昇任。筑波大学大学院においては、主として地域研究研究科や国際政治経済学研究科の講義を担当。なお、1986年から2年間筑波大学留学生教育センターセンター長を兼務、1991年から1994年まで筑波大学国際関係学類学類長、1994年から1996年まで筑波大学副学長、1997年から2000年まで筑波大学大学院国際政治経済学研究科研究科長を務めた。
2000年、神戸大学経済経営研究所教授に就任。神戸大学大学院においては、主として経済学研究科の講義を担当。
2002年、エルサルバドル駐箚特命全権大使に任命された。国際連合ラテンアメリカ・カリブ経済委員会での国際公務員としての経験はあるものの、外務事務官出身者ではないため、いわゆる「民間人大使」としての起用である。エルサルバドルのサン・サルバドル県サンサルバドル市に赴任し、在エルサルバドル大使館に駐在した。なお、2007年には、国際協力機構客員専門員に就任。
2008年、政策研究大学院大学に転じ、政策研究科の教授に就任。
2011年、恒川惠市の後任として、国際協力機構のJICA研究所所長に就任。所長退任後は、国際協力機構の JICA研究所
研究所にて常勤のシニア・リサーチ・アドバイザーを務める。

## 研究

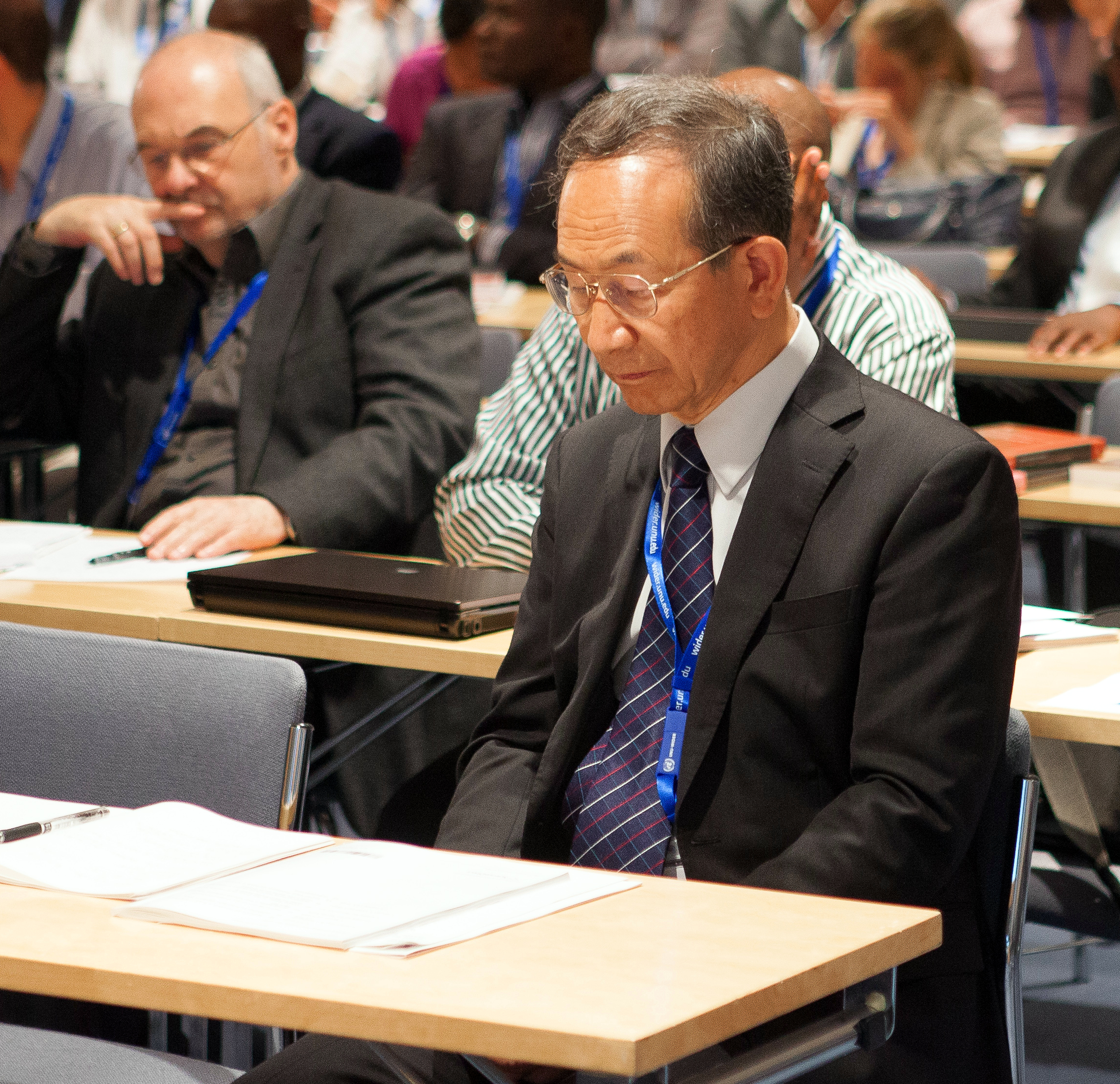
2013年6月25日、国際連合大学世界開発経済研究所の国際会議「競争のための学習――アフリカにおける産業発展と政策」にて

大学卒業以降、一貫してラテンアメリカ経済の研究を続けている。そのため、開発経済学や国際経済学などを研究する経済学者であると同時に、ラテンアメリカを中心に研究する地域研究者としての側面を持つ。人類学者の松原正毅は、細野を「日本を代表するラテン・アメリカ経済研究者」と評しており、ラテンアメリカ諸国においても「日本にラテン・アメリカ経済研究の細野あり」との定評を勝ち得ていると指摘している。
若いころはラテンアメリカ経済の停滞の原因を明らかにしたいと考えており、ラウル・プレビッシュの提唱する中心と周辺論などに関心を持っていた。国際連合ラテンアメリカ・カリブ経済委員会に出向することになったのも、プレビッシュがブレーンとして同委員会に対し影響を与えていたことがきっかけの一つとなった。その後、ラテンアメリカの経済史や経済発展について類型論を確立しようと試みた。そのほかにも、ラテンアメリカにおける産業構造調整、地域経済統合、新自由主義政策の事例などを研究してきた。明治年間以降の日本の経済学界では先進諸国経済の研究が主流となっているが、そのような状況下で一貫して発展途上国経済の現状分析や特性解明に取り組んできたことが、後年大きく評価された。また、筑波大学においては、「ラテン・アメリカ特別プロジェクト研究組織」の創設や運営に尽力した。なお、このラテン・アメリカ特別プロジェクト研究組織は、国立大学に設置されたラテンアメリカ研究機関としては史上初めての組織である。その後も筑波大学において、多数のラテンアメリカ研究者を輩出するなど、新たな人材の育成にも尽力した。
ラテンアメリカ経済の研究者であることから、国際経済学や開発経済学、国際協力論などといった専門書から、南アメリカ州の諸国を取り上げた入門書まで、多数の書籍を幅広く著している。訳書としては、ウォルター・アイザードの『立地と空間経済――工業立地、市場地域、土地利用、貿易および都市構造に関する一般理論』の翻訳を手がけ、アイザードの研究業績を日本に紹介する一翼を担った。また、単著として『ラテンアメリカの経済』を上梓したが、この業績は高く評価されており、発展途上国研究奨励賞を受賞している。国際協力機構研究所所長としては先代次代の関係である恒川惠市とも共著『ラテンアメリカ危機の構図――累積債務と民主化のゆくえ』を上梓しているが、こちらも大きく評価され、大平正芳記念賞を共同受賞している。また、「ラテン・アメリカ地域研究の推進への卓越した貢献」が評価され、大同生命地域研究賞を受賞している。そのほか、今までの一連の業績が評価され、国際交流奨励賞も受賞している。
学術団体としては、国際経済学会、国際開発学会、日本ラテンアメリカ学会などに所属している。日本ラテンアメリカ学会においては、発起人の一人として名を連ねるなど創設に尽力し、のちに第3代の理事長を務めた。

## 略歴
- 1940年 - 東京府にて誕生。
- 1962年 - 東京大学教養学部卒業。

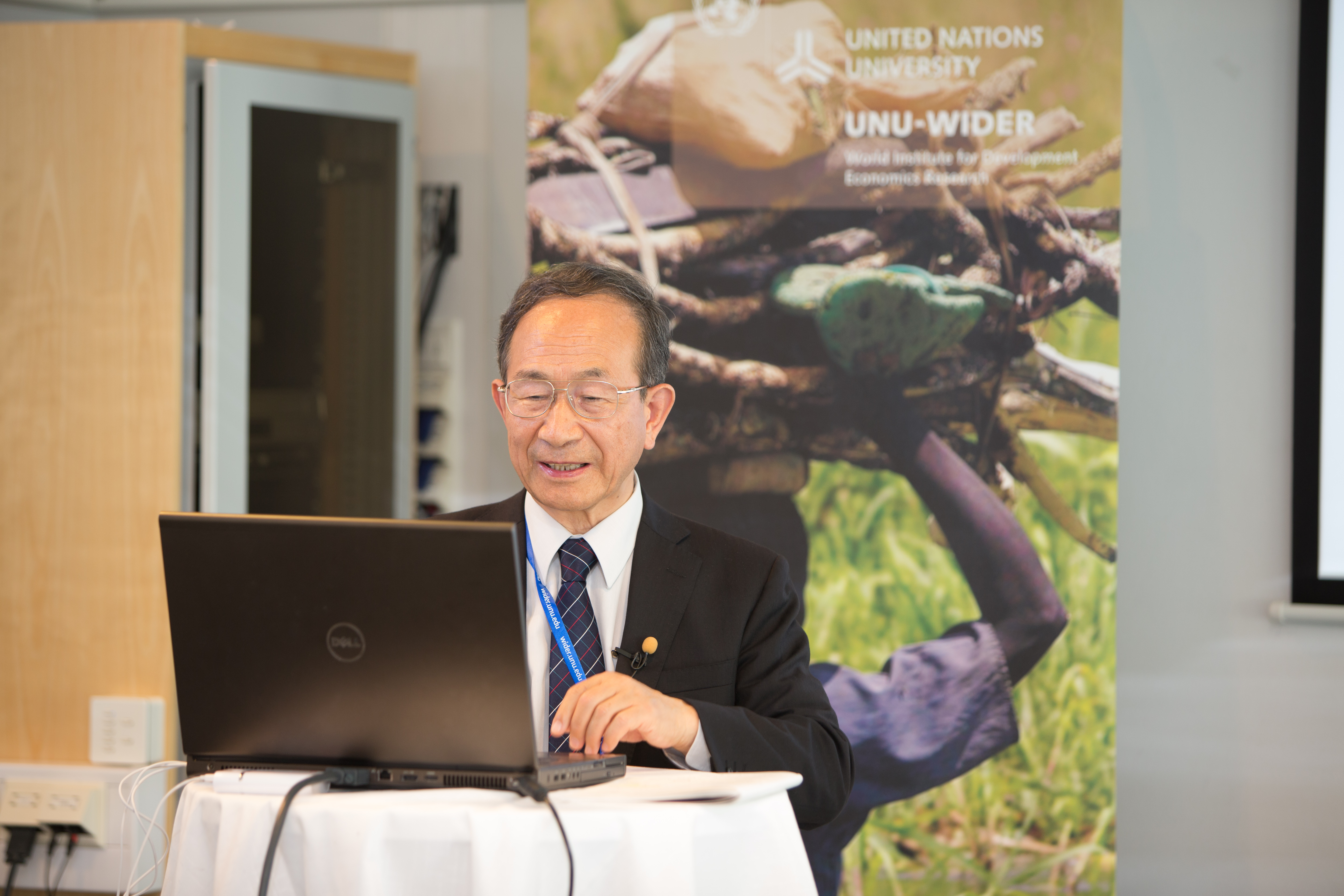
2013年6月25日、国際連合大学世界開発経済研究所の国際会議「競争のための学習――アフリカにおける産業発展と政策」にて

- 1962年 - アジア経済研究所入所。
- 1962年 - アジア経済研究所調査研究部研究員。
- 1965年 - アジア経済研究所海外派遣員。
- 1966年 - 国際連合ラテンアメリカ・カリブ経済委員会経済研究官。
- 1976年 - 筑波大学社会工学系講師。
- 1979年 - 筑波大学社会工学系助教授。
- 1986年 - 筑波大学留学生教育センターセンター長。
- 1988年 - 日本ラテンアメリカ学会理事長。
- 1989年 - 筑波大学社会工学系教授。
- 1991年 - 筑波大学国際関係学類学類長。
- 1994年 - 筑波大学副学長。
- 1997年 - 筑波大学大学院国際政治経済学研究科研究科長。
- 2000年 - 神戸大学経済経営研究所教授。
- 2002年 - エルサルバドル駐箚特命全権大使。
- 2007年 - 国際協力機構客員専門員。
- 2008年 - 政策研究大学院大学政策研究科教授。
- 2011年 - JICA研究所所長。

## 賞歴
- 1984年 - 発展途上国研究奨励賞。
- 1987年 - 大平正芳記念賞。
- 1989年 - 国際交流奨励賞。
- 2005年 - 大同生命地域研究賞。

## 著作

### 単著
- 細野昭雄著、世界経済情報サービス編集『中南米の経済統合の現状と展望』世界経済情報サービス、1976年。
- 細野昭雄著『ラテンアメリカの経済』東京大学出版会、1983年。ISBN 4130410156
- 細野昭雄著『APECとNAFTA――グローバリズムとリジョナリズムの相克』有斐閣、1995年。ISBN 4641067627
- 細野昭雄著『米州におけるリジョナリズムとFTA』神戸大学経済経営研究所、2002年。
- 細野昭雄著『南米チリをサケ輸出大国に変えた日本人たち――ゼロから産業を創出した国際協力の記録』ダイヤモンド・ビッグ社、2010年。ISBN 9784478059944

### 共著
- 細野昭雄・細野ソニア共著『経済スペイン語の入門』白水社、1984年。ISBN 4560006652
- 細野昭雄・恒川恵市著『ラテンアメリカ危機の構図――累積債務と民主化のゆくえ』有斐閣、1986年。ISBN 4641180008
- 細野昭雄ほか著『中米・カリブ危機の構図――政治・経済・国際関係』有斐閣、1987年。ISBN 4641180512
- 丸谷吉男編『ラテンアメリカの経済危機と外国投資』アジア経済研究所、1988年。ISBN 4258043761
- 丸谷吉男編『欧米先進諸国とラテンアメリカ――経済援助をめぐる諸問題』アジア経済研究所、1989年。ISBN 4258043885
- ジョージ・W・ランドゥ・フリオ・フェオ・細野昭雄共著『岐路に立つラテンアメリカ――日米欧諸国にとっての政策課題』日米欧委員会、1991年。
- 細野昭雄・遅野井茂雄著『試練のフジモリ大統領――現代ペルー危機をどう捉えるか』日本放送出版協会、1992年。ISBN 4140800267
- 堀坂浩太郎ほか編著『ラテンアメリカ企業論――国際展開と地域経済圏』日本評論社、1996年。ISBN 4535550670
- 田辺裕監修『南アメリカ』朝倉書店、1997年。ISBN 4254166753
- 堀坂浩太郎・細野昭雄・古田島秀輔著『ラテンアメリカ多国籍企業論――変革と脱民族化の試練』日本評論社、2002年。ISBN 4535553017
- 田辺裕監修『南アメリカ』普及版、朝倉書店、2010年。ISBN 9784254169058
- 本郷豊・細野昭雄著『ブラジルの不毛の大地「セラード」開発の奇跡――日伯国際協力で実現した農業革命の記録』ダイヤモンド・ビッグ社、2012年。ISBN 9784478043004

### 編纂
- 前田正裕・細野昭雄編『ラテン・アメリカの累積債務問題と日本の対応』ラテン・アメリカ協会、1988年。
- 加茂雄三・細野昭雄・原田金一郎編著『転換期の中米地域――危機の分析と展望』大村書店、1990年。ISBN 4756310281
- 加賀美充洋・細野昭雄編『ラテンアメリカの産業政策』アジア経済研究所、1991年。ISBN 4258044121
- 細野昭雄・畑恵子編『ラテンアメリカの国際関係』新評論、1993年。ISBN 4794801661
- 堀坂浩太郎・細野昭雄・長銀総合研究所編『ラテンアメリカ民営化論――先駆的経験と企業社会の変貌』日本評論社、1998年。ISBN 4535551413
- 細野昭雄・松下洋・滝本道生編『チリの選択日本の選択』毎日新聞社、1999年。ISBN 4620313025
- 西島章次・細野昭雄編著『ラテンアメリカにおける政策改革の研究』神戸大学経済経営研究所、2003年。
- 西島章次・細野昭雄編著『ラテンアメリカ経済論』ミネルヴァ書房、2004年。ISBN 4623039900
- 細野昭雄・田中高編著『エルサルバドルを知るための55章』明石書店、2010年。ISBN 9784750331959

### 翻訳
- アイザード著、細野昭雄ほか共訳『立地と空間経済――工業立地、市場地域、土地利用、貿易および都市構造に関する一般理論』朝倉書店、1964年。
- アイザード著、細野昭雄ほか共訳『立地と空間経済――工業立地、市場地域、土地利用、貿易および都市構造に関する一般理論』再版、朝倉書店、1966年。
- スサーナ・モルフィーノ著、細野昭雄訳『アルゼンチン――その国土と人々』帝国書院、1980年。
- アウグスト・ベナビーデス著、細野昭雄訳『ペルー――その国土と人々』帝国書院、1980年。
- 国連ラテン・アメリカ経済委員会著、細野昭雄訳『ラテン・アメリカの経済社会発展と国際経済関係』ラテン・アメリカ協会、1980年。

## 関連人物
- ウォルター・アイザード
- 田辺裕 (地理学者)
- 恒川惠市
- 西島章次
- 堀坂浩太郎
- 松下洋
- 松原正毅
- 丸谷吉男